# Bactris mexicana
Bactris mexicana är en enhjärtbladig växtart som beskrevs av Carl Friedrich Philipp von Martius. Bactris mexicana ingår i släktet Bactris och familjen Arecaceae.

## Underarter
Arten delas in i följande underarter:
- B. m. mexicana
- B. m. trichophylla